# ハマウツボ
ハマウツボ（浜靫、学名：Orobanche coerulescens）は、ハマウツボ科ハマウツボ属の一年草。葉緑素を欠いた完全な寄生植物。

## 特徴
宿主はキク科ヨモギ属で、その根に寄生する。地下の根茎は塊状に肥大し、肉質のひげ根を出して宿主の根につく。茎は太い円柱形で、黄褐色になり、高さは10-25cmに伸長し、まばらに白色の軟毛が生える。葉は鱗片状に退化し、色は黄褐色、長さ7-15mmになる狭卵形または披針形で、先端は膜質となってとがり、白い軟毛がまばらに生える。
花期は5-7月。茎の上部に穂状花序をつくり、多数の淡紫色の花をつける。一つ一つの花の基部に鱗片状の苞葉があり、長さ7-15mmで披針形から三角状卵形で先はとがる。萼は膜質で2片に深く裂け、各片がさらに2裂して長さは1cmになり先はとがる。花冠はは長さ1.5-2cmの太い筒部のある唇形になり、上唇は浅く2裂し、下唇は3裂し、縁は波状になる。花軸、苞、萼、花冠の外面に白い軟毛が密に生える。雄蕊は4個あり、背面の2本がやや長いが、4個とも花筒の内面に付着して花筒を出ない。子房は1室、4個の胎座があり、花柱は1個で長く先が広がりへこむ。果実は長さ約1cmになる狭楕円形の蒴果になる。種子はきわめて小さな球形で、黒色になり、網目模様がある。

## 分布と生育環境
日本では、北海道、本州、四国、九州、琉球諸島に分布し、海岸や川原の砂地に生え、ヨモギ属、とくにカワラヨモギの根に寄生する。国外では、朝鮮半島、台湾、中国大陸、シベリア、ヨーロッパ東部に分布する。

## 名前の由来
和名ハマウツボは、「浜靫」の意で、海岸に生え、花穂が矢を入れる靫（うつぼ）に似ているため、またはシソ科のウツボグサの花に似ているためいう。ウツボグサの和名の由来は、本種と同様である。
学名 Orobanche coerulescens のうち、属名 Orobanche は、orobos + anchein で、ギリシャ語で「（マメ科の一種の）orobos」+「絞め殺す」の意味。この属にマメ科植物に寄生するものがあるため。また、種小名 coerulescens は、「青色に変わる、青色の」の意味。

## 保全状況評価
- 絶滅危惧II類 (VU)（環境省レッドリスト）

（2017年、環境省）

## ギャラリー
- 花の細部。
- 花冠の縦断面。

## 下位分類
- オカウツボ Orobanche coerulescens Stephan ex Willd. f. nipponica (Makino) Kitam. [5] - 丘陵地の日当たりのよい草地に生え、オトコヨモギの根に寄生する。基本種と比べ、全体に毛が少ない[5]。f. nipponica は、基本種のシノニムとし、基本種のハマウツボと区別しないとの考えがある[6]。
- シロバナハマウツボ Orobanche coerulescens Stephan ex Willd. f. albiflora (Kuntze) H.Hara[7] - 白花品種。